# Liga ACB 2016-2017
La stagione 2016–17 è la trentaquattresima stagione della Liga ACB, il massimo campionato spagnolo di pallacanestro, detto anche Liga Endesa con il nome dello sponsor. La stagione regolare è iniziata il 30 settembre 2016 per terminare il 14 maggio 2017. I playoff si sono giocati dal 18 maggio al 18 giugno.

## Squadre

### Promozioni e retrocessioni
Inizialmente erano ammesse alla competizione 18 o 19 squadre, di cui due o tre provenienti dalla LEB Oro.
Squadre promosse dalla LEB Oro
- Ourense Provincia Termal (non aveva i requisiti)[3]
- Quesos Cerrato Palencia[4] (Non accettò la promozione, il suo posto venne offerto al Movistar Estudiantes)[5]
- Club Melilla Baloncesto[6] (Non accettò la promozione. il suo posto venne offerto al RETAbet.es GBC, che a sua volta rifiutò[5][7]

Dopo il ritiro del RETAbet.es GBC, la Liga ACB offrì il posto vacante al Quesos Cerrato Palencia e al Club Melilla Baloncesto per completare la lega a 18 squadre, però entrambe rifiutarono, così la Liga ACB decise di giocare con solo 17 squadre, di cui le ultime due saranno retrocesse nella Liga LEB.

### Squadre partecipanti
| Squadra                        | Città                      | Palazzetto (Capacità)                    | Fondazione |
| ------------------------------ | -------------------------- | ---------------------------------------- | ---------- |
| Real Betis Energía Plus        | Siviglia                   | Palacio de Deportes San Pablo (10.200)   | 1987       |
| Tecnyconta Zaragoza            | Saragozza                  | Pabellón Príncipe Felipe (10.744)        | 2002       |
| RETAbet Bilbao Basket          | Bilbao                     | Bilbao Arena (10.014)                    | 2000       |
| FC Barcelona                   | Barcellona                 | Palau Blaugrana (7.585)                  | 1926       |
| Divina Seguros Joventut        | Badalona                   | Olímpico de Badalona (12.500)            | 1930       |
| Herbalife Gran Canaria         | Las Palmas                 | Gran Canaria Arena (11.500)              | 1963       |
| Iberostar Tenerife             | San Cristóbal de La Laguna | Pabellón Insular Santiago Martín (5.500) | 1939       |
| Laboral Kutxa Baskonia         | Vitoria                    | Fernando Buesa Arena (15.504)            | 1959       |
| ICL Manresa                    | Manresa                    | Nou Congost (5.000)                      | 1931       |
| Montakit Fuenlabrada           | Fuenlabrada                | Pabellón Fernando Martín (5.700)         | 1983       |
| Morabanc Andorra               | Andorra                    | Poliesportiu d'Andorra (5.000)           | 1970       |
| Real Madrid                    | Madrid                     | Palacio de los Deportes (13.673)         | 1932       |
| Río Natura Monbus Obradoiro    | Santiago di Compostela     | Multiusos Fontes do Sar (6.050)          | 1970       |
| Movistar Estudiantes           | Madrid                     | Palacio de los Deportes (13.673)         | 1948       |
| Unicaja Málaga                 | Malaga                     | José María Martín Carpena (11.300)       | 1992       |
| Universidad Católica de Murcia | Murcia                     | Palacio de Deportes (7.454)              | 1985       |
| Valencia Basket                | Valencia                   | Pabellón Fuente de San Luis (9.000)      | 1986       |

## Regular season

### Classifica finale
|     | Squadra                     | G  | V  | P  | PF    | PS    | DP   | Qualificazione                  |
| --- | --------------------------- | -- | -- | -- | ----- | ----- | ---- | ------------------------------- |
| 1   | Real Madrid                 | 32 | 25 | 7  | 2.803 | 2.500 | +303 | playoffs                        |
| 2.  | Baskonia                    | 32 | 23 | 9  | 2.697 | 2.445 | +252 | playoffs                        |
| 3.  | Valencia Basket             | 32 | 23 | 9  | 2.693 | 2.398 | +241 | playoffs                        |
| 4.  | Unicaja                     | 32 | 22 | 10 | 2.661 | 2.495 | +166 | playoffs                        |
| 5.  | Iberostar Tenerife          | 32 | 22 | 10 | 2.466 | 2.277 | +189 | playoffs                        |
| 6.  | FC Barcelona Lassa          | 32 | 22 | 10 | 2.631 | 2.426 | +205 | playoffs                        |
| 7.  | Herbalife Gran Canaria      | 32 | 21 | 11 | 2.710 | 2.438 | +272 | playoffs                        |
| 8.  | MoraBanc Andorra            | 32 | 16 | 16 | 2.611 | 2.687 | -76  | playoffs                        |
| 9.  | UCAM Murcia                 | 32 | 14 | 18 | 2.558 | 2.565 | -7   |                                 |
| 10. | RETAbet Bilbao Basket       | 32 | 14 | 18 | 2.472 | 2.577 | -105 |                                 |
| 11. | Movistar Estudiantes        | 32 | 13 | 19 | 2.611 | 2.670 | -59  |                                 |
| 12. | Montakit Fuenlabrada        | 32 | 12 | 20 | 2.462 | 2.714 | -252 |                                 |
| 13. | Rio Natura Monbus Obraidoro | 32 | 11 | 21 | 2.439 | 2.626 | -187 |                                 |
| 14. | Divina Seguros Joventut     | 32 | 11 | 21 | 2.434 | 2.538 | -104 |                                 |
| 15. | Tecnyconta Zaragoza         | 32 | 9  | 23 | 2.534 | 2.710 | -176 |                                 |
| 16. | Real Betis Energía Plus     | 32 | 9  | 23 | 2.432 | 2.683 | -251 | ripescata in Liga ACB 2017-2018 |
| 17. | ICL Manresa                 | 32 | 5  | 27 | 2.374 | 2.785 | -411 | retrocessa in LEB Oro           |

## Play-off

### Tabellone
|  | Quarti di finale | Quarti di finale  | Quarti di finale |          |          | Semifinali     | Semifinali | Semifinali |  |  | Finali | Finali      | Finali |
|  |                  |                   |                  |          |          |                |            |            |  |  |        |             |        |
|  | 1.               | Real Madrid       | 2                |          |          |                |            |            |  |  |        |             |        |
|  | 8.               | Andorra           | 1                |          |          |                |            |            |  |  |        |             |        |
|  | 8.               | Andorra           | 1                |          | 1.       | Real Madrid    | 3          |            |  |  |        |             |        |
|  |                  |                   |                  |          | 1.       | Real Madrid    | 3          |            |  |  |        |             |        |
|  |                  | 4.                | Málaga           | 0        |          |                |            |            |  |  |        |             |        |
|  | 4.               | 4.                | Málaga           | 0        | Málaga   | 2              |            |            |  |  |        |             |        |
|  | 4.               |                   |                  |          | Málaga   | 2              |            |            |  |  |        |             |        |
|  | 5.               | Canarias Tenerife | 1                |          |          |                |            |            |  |  |        |             |        |
|  |                  |                   |                  |          |          |                |            |            |  |  | 1.     | Real Madrid | 1      |
|  |                  |                   | 3.               | Valencia | 3        |                |            |            |  |  |        |             |        |
|  | 2.               | Saski Baskonia    | 2                |          |          |                |            |            |  |  |        |             |        |
|  | 7.               | Gran Canaria      | 1                |          |          |                |            |            |  |  |        |             |        |
|  | 7.               | Gran Canaria      | 1                |          | 2.       | Saski Baskonia | 1          |            |  |  |        |             |        |
|  |                  |                   |                  |          | 2.       | Saski Baskonia | 1          |            |  |  |        |             |        |
|  |                  | 3.                | Valencia         | 3        |          |                |            |            |  |  |        |             |        |
|  | 3.               | 3.                | Valencia         | 3        | Valencia | 2              |            |            |  |  |        |             |        |
|  | 3.               |                   |                  |          | Valencia | 2              |            |            |  |  |        |             |        |
|  | 6.               | Barcellona        | 1                |          |          |                |            |            |  |  |        |             |        |

### Quarti di finale
| Squadra 1      | Totale | Squadra 2          | Gara 1 | Gara 2 | Gara 3 |
| -------------- | ------ | ------------------ | ------ | ------ | ------ |
| Real Madrid    | 2-1    | Andorra            | 107-76 | 77-89  | 95-84  |
| Unicaja Malága | 2-1    | Iberostar Tenerife | 79-65  | 67-73  | 71-61  |
| Baskonia       | 2-1    | Gran Canaria       | 71-59  | 79-94  | 73-71  |
| Valencia       | 2-1    | Barcellona         | 83-61  | 79-91  | 67-64  |

### Semifinali
| Squadra 1   | Totale | Squadra 2      | Gara 1 | Gara 2 | Gara 3 | Gara 4 | Gara 5 |
| ----------- | ------ | -------------- | ------ | ------ | ------ | ------ | ------ |
| Real Madrid | 3-0    | Unicaja Málaga | 71-68  | 101-72 | 76-73  |        |        |
| Baskonia    | 1-3    | Valencia       | 82-83  | 90-70  | 69-75  | 77-85  |        |

### Finale
| Squadra 1   | Totale | Squadra 2 | Gara 1 | Gara 2 | Gara 3 | Gara 4 | Gara 5 |
| ----------- | ------ | --------- | ------ | ------ | ------ | ------ | ------ |
| Real Madrid | 1-3    | Valencia  | 87-81  | 79-86  | 64-81  | 76-87  |        |

## Squadra vincitrice
| N° | Naz.                          | Ruolo | Sportivo               |  | Alt. |  |
| -- | ----------------------------- | ----- | ---------------------- |  | ---- |  |
| 0  | Georgia (bandiera)            | AG    | Will Thomas            |  | 203  |  |
| 8  | Francia (bandiera)            | P     | Antoine Diot           |  | 193  |  |
| 9  | Belgio (bandiera)             | P     | Sam Van Rossom         |  | 188  |  |
| 10 | Rep. Centrafricana (bandiera) | GA    | Romain Sato            |  | 195  |  |
| 14 | Montenegro (bandiera)         | AC    | Bojan Dubljević        |  | 205  |  |
| 16 | Spagna (bandiera)             | P     | Guillem Vives          |  | 192  |  |
| 17 | Spagna (bandiera)             | G     | Rafael Martínez        |  | 190  |  |
| 18 | Spagna (bandiera)             | AG    | Pierre Oriola          |  | 206  |  |
| 19 | Spagna (bandiera)             | GA    | Fernando San Emeterio  |  | 199  |  |
| 21 | Stati Uniti (bandiera)        | C     | Mike Tobey             |  | 213  |  |
| 30 | Spagna (bandiera)             | AP    | Joan Sastre            |  | 201  |  |
| 43 | Stati Uniti (bandiera)        | C     | Luke Sikma             |  | 203  |  |
| 55 | Ucraina (bandiera)            | C     | V"jačeslav Kravcov     |  | 213  |  |
|    | Spagna (bandiera)             | All.  | Pedro Martínez Sánchez |  |      |  |

## Premi e riconoscimenti
- MVP regular season:  Sergio Llull, Real Madrid
- MVP finali:  Bojan Dubljević, Valencia
- Miglior giovane:  Luka Dončić, Real Madrid
- Miglior allenatore:  Txus Vidorreta, Iberostar Tenerife
- Primo quintetto:
  -  Sergio Llull, Real Madrid
  -  Edwin Jackson, Movistar Estudiantes
  -  Ádám Hanga, Saski Baskonia
  -  Bojan Dubljević, Valencia
  -  Giorgi Shermadini, MoraBanc Andorra
- Secondo quintetto:
  -  Shane Larkin, Saski Baskonia
  -  Facundo Campazzo, UCAM Murcia
  -  Nemanja Nedović, Unicaja Málaga
  -  Anthony Randolph, Real Madrid
  -  Ante Tomić, Barcelona Lassa